# 亞當·西蒙
亞當·西蒙（匈牙利語：Simon Ádám；1990年3月30日—）是一位匈牙利足球運動員。在場上的位置是防守型中場。他現在效力於匈牙利足球乙級聯賽球隊吉奥利ETO足球俱乐部。他也代表匈牙利國家足球隊參賽。他的雙胞胎弟弟安德拉斯·西蒙也是一位足球運動員。